# Stara Gora, Sveti Jurij ob Ščavnici
Stara Gora je naselje v Občini Sveti Jurij ob Ščavnici.
V vasi stoji cerkev sv. Duha, zgrajena v 2. polovici 17. stoletja.
Stara Gora je znana po mlinu na veter, ki so ga postavili leta 1996.